# متحف وزارة الداخلية (السعودية)
متحف وزارة الداخلية أحد متاحف المملكة العربية السعودية، الواقع في مقر الوزارة في العاصمة الرياض.

## التأسيس
قامت وزارة الداخلية السعودية بإنشاء متحف خاص في مقرها بالرياض يعرض تاريخ الوزارة ويعِّرف بقطاعاتها المختلفة٬ ويوضح مراحل تطور هذه القطاعات ومراحل تطور الوزارة بصفة عامة٬ منذ نشأتها حتى الوقت الحاضر٬ وذلك من خلال معروضات لها علاقة مباشرة بوزارة الداخلية وقطاعاتها.

## المتحف
تعتمد خطة عرض المقتنيات في المتحف على أسلوب يربط بين القديم والحديث٬ ويعكس العمق التاريخي والإطار الجغرافي للمملكة العربية السعودية٬ ويشغل المتحف قاعة مساحتها 576 متر مربع٬ أنشئت أصلاً لتكون متحفًا للوزارة في مبناها الجديد٬ وهو يقع في الطابق الثاني
بجوار المسجد والمكتبة.

### مقتنيات المتحف
تتميز قاعة المتحف باحتوائها على واجهات زجاجية من جميع الجهات ما يوفر لها إضاءة طبيعية طوال النهار٬ وتم تطوير واجهة المتحف الأمامية بتنفيذ زخارف هندسية إسلامية متكررة على زجاجها كاملاً محفورة بالرمل ومذهبة. سقف القاعة مرتفع ومزود بإضاءة صناعية كافية وأنظمة مراقبة متكاملة. ويتكون المتحف من الداخل من ردهة استقبال وخمسة أجنحة. يضم الجناح الأول عروضًا تجسد مرحلة تأسيس المملكة٬ ثم توحيدها على يد الملك عبد العزيز بن عبد الرحمن آل سعود، وتأسيس وازرة الداخلية عام 1350 هـ الموافق 1931م٬ ثم دمجها في النيابة العامة٬ ثم إعادة تشكيلها٬ كما يضم الجناح خزائن خصصت للقطاعات الأولى التي نشأت بو ازرة الداخلية مثل: الإمارات٬ والمديرية العامة للأمن٬ وحرس الحدود. ويضم الجناح الثاني عروضًا تجسد نشأة عدد آخر من قطاعات الوزارة ومراحل تطورها الأولى مثل: المباحث العامة٬ والمرور٬ والمديرية العامة للمطافي (الدفاع المدني)٬ ومدرسة الشرطة٬ والبلديات٬ والأوقاف٬ إضافة إلى عروض للزي العسكري القديم ووسائل المواصلات والاتصالات القديمة. ويوجد في الجناح الثالث لوحات تحتوي على معلومات عن مناطق المملكة الإدارية وأمرائها٬ وصور لأبرز معالمها القديمة والحديثة.
يشمل الجناح الرابع خزائن تتعلق ببقية قطاعات الوزارة واداراتها العامة٬ حيث تركز معروضات هذا الجناح على إبراز مرحلة الانتقال من الماضي إلى الحاضر٬ والتطور الواضح الذي شهدته الوزارة في عهد الملك خالد بن عبد العزيز٬ وعهد الملك فهد بن عبد العزيز. يحوي الجناح الخامس معروضات تبرز واقع وزارة الداخلية في الوقت الحاضر٬ وجهودها على مستوى دول مجلس التعاون الخليجي والدول العربية.
زُود المتحف بثلاث لوحات فنية ضخمة، الأولى تمثل مجسم الفيبر ويوجد ضمن عروض الجناح الأول٬ والثانية لوحة مرسومة على الزجاج تمثل توحيد المملكة٬ وتبلغ مساحتها 17.50 متر مربع٬ وترتفع على حامل في عمق المتحف مقابلة للمدخل٬ حيث يراها الزائر فور دخوله من الباب٬ وأما الثالثة فهي لوحة زيتية تحمل اسم (أمن وتنمية) وتشغل مساحة 12.50 متر مربع٬ وتعبر عن مواضيع مختلفة تعكس العلاقة المتلازمة بين الأمن والتنمية٬ والجهود التي حققتها الوزارة٬ وتوجد اللوحة في الجناح الخامس. يهتم المتحف بتوثيق التطورات التي حدثت في وزارة الداخلية في عهود ملوك المملكة العربية السعودية، وتتكون معروضات المتحف من مواد متنوعة قديمة وحديثة ذات علاقة مباشرة بأنشطة وازرة الداخلية وقطاعاتها في الماضي والحاضر٬ وتضم: وثائق٬ وصورًا٬ وأسلحة٬ وآلات٬ وأدوات٬ وأجهزة اتصالات٬ ومطبوعات إدارية٬ ومنشو ارت إعلامية٬ وأختام٬ وشعارات٬ ومجسمات لمباني قديمة شغلتها الوزارة وبعض قطاعاتها٬ وأخرى لمباني حديثة٬ ونماذج ووثائق ثبوتية٬ وأعلام ولوحات٬ وصورًا لوسائل المواصلات البرية٬ والبحرية٬ والجوية التي استخدمت في قطاعات الو ازرة في الماضي والحاضر٬ وألبسة عسكرية قديمة وحديثة٬ بالإضافة إلى صور الوزراء٬ ونوابهم ومساعديهم٬ وأمراء المناطق٬ ووكلاء الوزارة٬ ومديري عموم القطاعات والإدارات منذ نشأة الوزارة حتى وقتنا الحاضر.